# Chaise longue

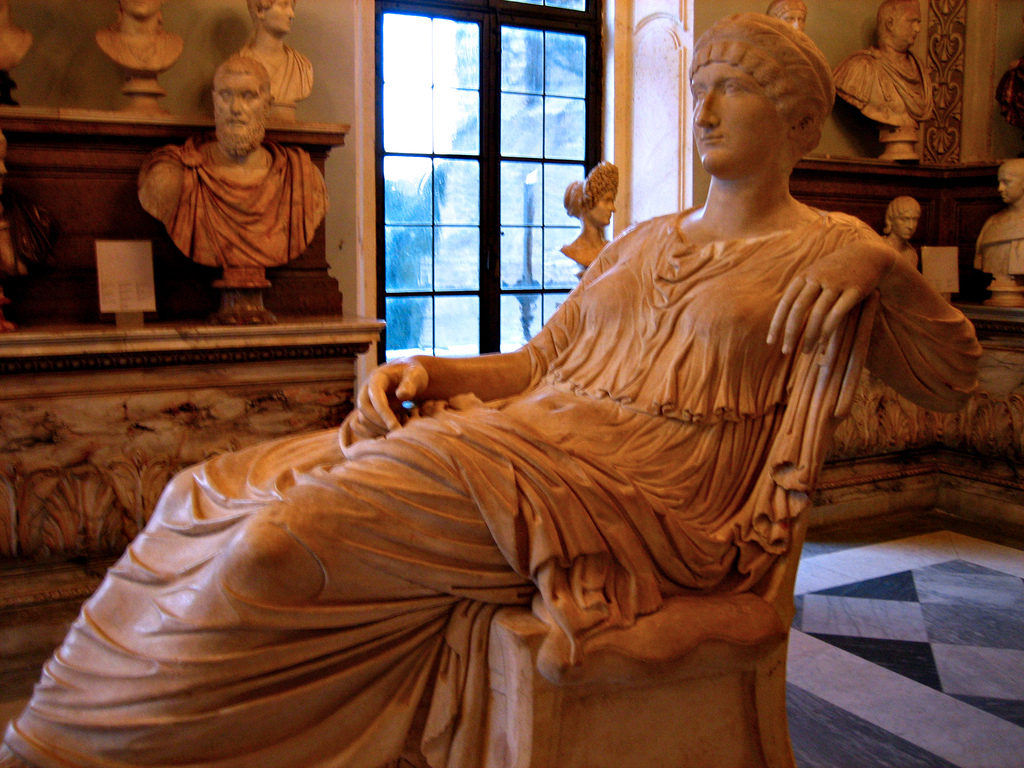
La statua seduta di Flavia Giulia Elena, conservata nei Musei Capitolini, Roma.

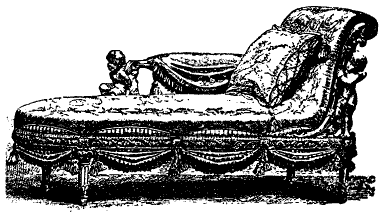
Una chaise longue Rococò del XVIII secolo.

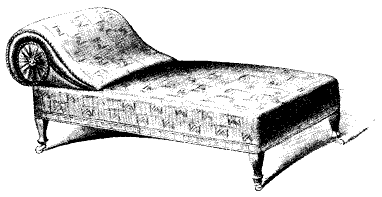
Una chaise longue di fine XIX secolo.

La chaise longue (lett. "sedia lunga"; conosciuta in italiano come agrippina, greppina oppure sislunga o cislonga) è una poltrona allungata, simile al canapè, ma dotata di un unico appoggio rialzato per la testa.

## Descrizione
Nella Grecia antica l'agrippina era il seggio normalmente utilizzato dai filosofi durante le lezioni e fu adottata nel mondo romano, ove era chiamata cathedra supina o più semplicemente longa, termine dal quale discende la definizione francese chaise longue (sedia lunga), poi italianizzato in cislonga. Il termine agrippina, invece, deriva dal fatto che la forma del seggio è simile a quello realizzato per la statua di Flavia Giulia Elena, custodita nei Musei Capitolini, per molti secoli ritenuta erroneamente la raffigurazione di Agrippina moglie di Germanico. 
Dopo un lungo periodo d'oblio, questo tipo di mobile tornò di gran moda in Francia intorno al XVI secolo. I primi modelli ricalcarono la tipologia della poltrona bergère, caratterizzato però da un sedile piuttosto profondo e da una spalliera inclinata che permettevano una posizione allungata.
Nei primi anni de XVIII secolo vennero introdotti nuovi tipi di chaise longue, tra i quali una bergère estesa con due sgabelli quadrati, chiamati bouts de pied; la duchesse invece era formata da due bergères unite da una specie di ponte e aventi due schienali di altezza differente; infine, la duchesse brisée era costituita da una bergères, il cui piano di sedile trovava prosecuzione in una panchetta imbottita.
Appena prima la metà del Settecento, un altro tipo di cislonga, detto la veilleuse venne progettato come un divanetto contraddistinto da fianchi di altezza diversa.
Con il trionfo del gusto neoclassico, iniziato ai tempi di Luigi XVI, le chaise longue realizzate all'epoca subirono alcune modifiche come la perdita dei braccioli e il riequilibrio dell'altezza degli schienali delle due poltrone. Una raffigurazione di questa greppina simmetrica è visibile nel ritratto di Madame Récamier, realizzato da Jacques-Louis David nel 1800.
Se la Restaurazione richiamò la più antica tipologia di chaise longue, nei periodi successivi, invece, si assistette ad una continua evoluzione del prodotto, come evidenziarono la baigneuse dai fianchi arrotondati e la flâneuse, ossia una lunga poltrona in legno e lo schienale in canna d'India, divenuta un prodotto durevole nel tempo visto che ha conservato una certa popolarità ancora nella seconda metà del Novecento, grazie ad una sua variante americana chiamata rocking chair o sedia a dondolo.
Nel XX secolo si introdussero il modello transatlantique (o sedia a sdraio), e la derivazione inglese detta relaxation, ossia sedili allungati con un'intelaiatura di inclinazione regolabile.
Progetto d’autore

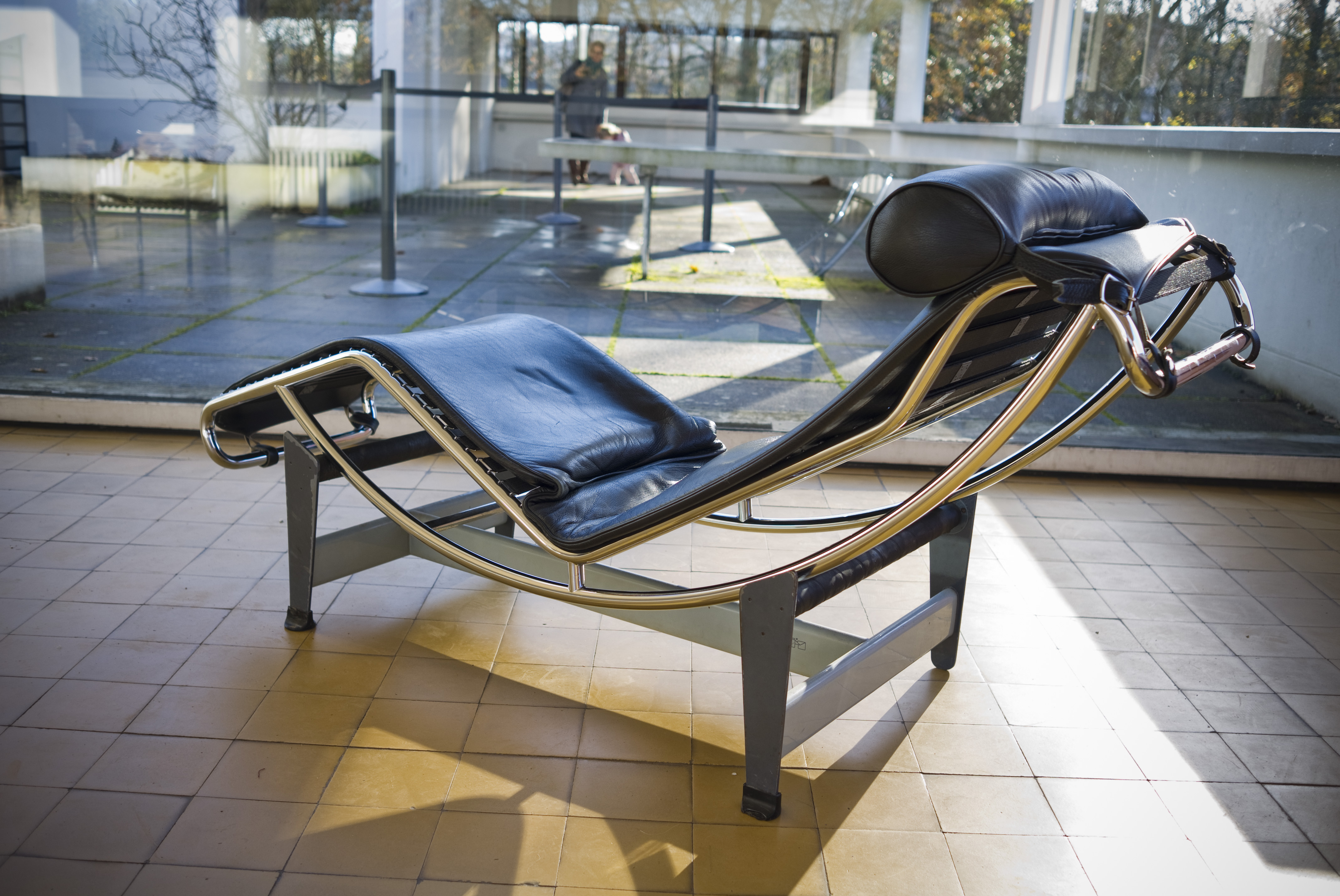
Le Corbusier, Pierre Jeanneret e Charlotte Perriand, Chaise Longue LC4 a Villa Savoye.

Tra il 1927 e il 1929 Le Corbusier, suo cugino Pierre Jeanneret e Charlotte Perriand, progettarono alcuni modelli in tubolare metallico per gli interni della Villa Church a Ville-d’Avray.
Di questi la più famosa è la “chaise longue à réglage continu”, che fu presentata al "Salon d'Automne des Artists Décorateur" di Parigi nel 1929 come parte dell'"Equipement interieur d'une habitation".
La Chaise longue fu inizialmente prodotta dalla ditta francese Thonet con il numero B306, nel 1930 anche dalla ditta svizzera Embru, infine, nel 1965 venne riproposta dalla ditta italiana Cassina, con il nome di LC4.
Frutto dei primi veri studi di ergonomia applicata, è costituita da una base metallica a forma di H su cui la seduta può essere regolata nell'inclinazione, poiché basculante.
Viene definita come la chaise longue per antonomasia, equilibrio perfetto fra purezza geometrica e corporeità, tanto che lo stesso Le Corbusier la definì "vera macchina per riposare".